# كلارنس د. بيل
كلارنس د. بيل (بالإنجليزية: Clarence D. Bell)‏ هو سياسي أمريكي، ولد في 4 فبراير 1914 في الولايات المتحدة، وتوفي في 26 يونيو 2002 في تشيستر في الولايات المتحدة. حزبياً، نشط في الحزب الجمهوري. وقد انتخب عضو مجلس ولاية بنسيلفانيا وانتخب عضو مجلس نواب بنسيلفانيا.